# Monaco E-Prix 2019
Der Monaco E-Prix 2019 (offiziell: 2019 FIA Formula E Monaco E-Prix) fand am 11. Mai auf dem Circuit de Monaco in Monte Carlo statt und war das neunte Rennen der FIA-Formel-E-Meisterschaft 2018/19. Es handelte sich um den dritten Monaco E-Prix, der seit 2015 im Zwei-Jahres-Rhythmus ausgetragen wurde.

## Bericht

### Hintergrund
Nach dem Paris E-Prix führte Robin Frijns in der Fahrerwertung mit einem Punkt vor André Lotterer und mit elf Punkten vor António Félix da Costa. In der Teamwertung hatte DS Techeetah sieben Punkte Vorsprung auf Virgin Racing und 13 Punkte Vorsprung auf Audi Sport ABT Schaeffler.
Mit Sébastien Buemi (zweimal) trat der einzige ehemalige Sieger zu diesem Rennen an.
Daniel Abt, Buemi, Félix da Costa, José María López und Stoffel Vandoorne erhielten im Rennen einen sogenannten Fanboost, sie durften die Leistung ihres Fahrzeugs nach der 23. Minute des Rennens einmal auf 240 kW bis 250 kW erhöhen und so bis zu 100 Kilojoule Energie zusätzlich verwenden. Buemi erhielt seinen 35. Fanboost in der FIA-Formel-E-Meisterschaft, Abt seinen 26. und López seinen dritten. Félix da Costa und Vandoorne erhielten jeweils zum neunten Mal die Zusatzenergie, jedes Mal in dieser Saison.

### Training
Im ersten freien Training fuhr Lucas di Grassi in 50,183 Sekunden die Bestzeit vor Sam Bird und Mitch Evans. Evans und Günther erhielten eine Verwarnung, da sie während der Full-Course-Yellow schneller als die maximal erlaubten 50 km/h gefahren waren. Für Evans war es die zweite, für Günther bereits die dritte Verwarnung in dieser Saison.
Oliver Rowland war mit einer Rundenzeit von 49,847 Sekunden Schnellster im zweiten freien Training vor Jean-Éric Vergne und Lotterer.

### Qualifying
Das Qualifying begann um 11:45 Uhr und fand in vier Gruppen zu je fünf oder sechs Fahrern statt, jede Gruppe hatte sechs Minuten Zeit, in der die Piloten maximal eine gezeitete Runde mit einer Leistung 200 kW und anschließend maximal eine gezeitete Runde mit einer Leistung von 250 kW fahren durften. Vergne war mit einer Rundenzeit von 50,048 Sekunden Schnellster. 
Die sechs schnellsten Fahrer fuhren anschließend im Superpole genannten Einzelzeitfahren die ersten sechs Positionen aus. Rowland sicherte sich mit einer Rundenzeit von 0:50,021 Minuten die Pole-Position und damit drei Punkte. Die weiteren Positionen belegten Vergne, Evans, Pascal Wehrlein, Felipe Massa und Buemi. Evans erhielt eine weitere Verwarnung, da er während der Superpole 0,4 Sekunden zu früh die Maximalleistung von 250 kW aktivierte.
Jérôme D’Ambrosio, Edoardo Mortara und Rowland wurden um drei Startplätze nach hinten versetzt, da sie beim Paris E-Prix Kollisionen verursacht hatten. Evans und Günther wurden um zehn Positionen nach hinten versetzt, da sie in dieser Saison bereits drei Verwarnungen erhalten hatten.

### Rennen
Das Rennen ging über eine Zeit von 45 Minuten zuzüglich einer Runde. Jeder Fahrer musste den Attack-Mode zweimal aktivieren, nach der Aktivierung leistete das Fahrzeug für eine Zeit von vier Minuten maximal 225 kW statt 200 kW.
Vergne gewann das Rennen vor Rowland und Massa. Die restlichen Punkteplatzierungen belegten Wehrlein, Buemi, Evans, Lotterer, Alex Lynn, Stoffel Vandoorne und López. Der Punkt für die schnellste Rennrunde unter den ersten Zehn ging an Wehrlein.
Abt erhielt nach dem Rennen eine Durchfahrtstrafe, die in eine Zeitstrafe von 33 Sekunden umgewandelt wurde, weil er eine Kollision mit Oliver Turvey verursacht hatte. Félix da Costa wurde disqualifiziert, da er mehr als die maximal erlaubten 200 kW Leistung verwendet hatte.

## Meldeliste
Alle Teams und Fahrer verwendeten Reifen von Michelin.
| Team                                     | Fahrzeug           | Nr. | Fahrer                 |
| ---------------------------------------- | ------------------ | --- | ---------------------- |
| Audi Sport ABT Schaeffler Formula E Team | Audi e-tron FE05   | 11  | Lucas di Grassi        |
| Audi Sport ABT Schaeffler Formula E Team | Audi e-tron FE05   | 66  | Daniel Abt             |
| DS Techeetah                             | DS E-Tense FE 19   | 25  | Jean-Éric Vergne       |
| DS Techeetah                             | DS E-Tense FE 19   | 36  | André Lotterer         |
| Envision Virgin Racing                   | Audi e-tron FE05   | 02  | Sam Bird               |
| Envision Virgin Racing                   | Audi e-tron FE05   | 04  | Robin Frijns           |
| Mahindra Racing                          | Mahindra M5Electro | 64  | Jérôme D’Ambrosio      |
| Mahindra Racing                          | Mahindra M5Electro | 94  | Pascal Wehrlein        |
| Nissan e.dams                            | Nissan IM01        | 22  | Oliver Rowland         |
| Nissan e.dams                            | Nissan IM01        | 23  | Sébastien Buemi        |
| Panasonic Jaguar Racing                  | Jaguar I-Type III  | 03  | Alex Lynn              |
| Panasonic Jaguar Racing                  | Jaguar I-Type III  | 20  | Mitch Evans            |
| Venturi Formula E Team                   | Venturi VFE05      | 19  | Felipe Massa           |
| Venturi Formula E Team                   | Venturi VFE05      | 48  | Edoardo Mortara        |
| NIO Formula E Team                       | NIO Sport 004      | 08  | Tom Dillmann           |
| NIO Formula E Team                       | NIO Sport 004      | 16  | Oliver Turvey          |
| Geox Dragon                              | PENSKE EV-3        | 06  | Maximilian Günther     |
| Geox Dragon                              | PENSKE EV-3        | 07  | José María López       |
| BMW i Andretti Motorsport                | BMW iFE.18         | 27  | Alexander Sims         |
| BMW i Andretti Motorsport                | BMW iFE.18         | 28  | António Félix da Costa |
| HWA Racelab                              | Venturi VFE05      | 05  | Stoffel Vandoorne      |
| HWA Racelab                              | Venturi VFE05      | 17  | Gary Paffett           |

## Klassifikationen

### Qualifying
| Pos.                                                                   | Fahrer                 | Team                                     | Zeit     | Superpole | Start |
| ---------------------------------------------------------------------- | ---------------------- | ---------------------------------------- | -------- | --------- | ----- |
| 01                                                                     | Oliver Rowland         | Nissan e.dams                            | 0:50,161 | 0:50,021  | 03    |
| 02                                                                     | Jean-Éric Vergne       | DS Techeetah                             | 0:50,048 | 0:50,042  | 01    |
| 03                                                                     | Mitch Evans            | Panasonic Jaguar Racing                  | 0:50,247 | 0:50,112  | 12    |
| 04                                                                     | Pascal Wehrlein        | Mahindra Racing                          | 0:50,058 | 0:50,128  | 02    |
| 05                                                                     | Felipe Massa           | Venturi Formula E Team                   | 0:50,090 | 0:50,218  | 04    |
| 06                                                                     | Sébastien Buemi        | Nissan e.dams                            | 0:50,140 | 0:50,234  | 05    |
| 07                                                                     | Alexander Sims         | BMW i Andretti Motorsport                | 0:50,351 | –         | 06    |
| 08                                                                     | Alex Lynn              | Panasonic Jaguar Racing                  | 0:50,370 | –         | 07    |
| 09                                                                     | António Félix da Costa | BMW i Andretti Motorsport                | 0:50,375 | –         | 08    |
| 10                                                                     | José María López       | Geox Dragon                              | 0:50,432 | –         | 09    |
| 11                                                                     | Stoffel Vandoorne      | HWA Racelab                              | 0:50,451 | –         | 10    |
| 12                                                                     | Robin Frijns           | Envision Virgin Racing                   | 0:50,498 | –         | 11    |
| 13                                                                     | Lucas di Grassi        | Audi Sport ABT Schaeffler Formula E Team | 0:50,502 | –         | 13    |
| 14                                                                     | Maximilian Günther     | Geox Dragon                              | 0:50,514 | –         | 22    |
| 15                                                                     | Sam Bird               | Envision Virgin Racing                   | 0:50,526 | –         | 14    |
| 16                                                                     | Oliver Turvey          | NIO Formula E Team                       | 0:50,578 | –         | 15    |
| 17                                                                     | Jérôme D’Ambrosio      | Mahindra Racing                          | 0:50,601 | –         | 19    |
| 18                                                                     | Daniel Abt             | Audi Sport ABT Schaeffler Formula E Team | 0:50,602 | –         | 16    |
| 19                                                                     | Edoardo Mortara        | Venturi Formula E Team                   | 0:50,618 | –         | 21    |
| 20                                                                     | Gary Paffett           | HWA Racelab                              | 0:50,664 | –         | 17    |
| 21                                                                     | Tom Dillmann           | NIO Formula E Team                       | 0:50,811 | –         | 18    |
| 22                                                                     | André Lotterer         | DS Techeetah                             | 0:51,018 | –         | 20    |
| 110-Prozent-Zeit: 0:55,053 min (bezogen auf Bestzeit von 0:50,048 min) |                        |                                          |          |           |       |

Anmerkungen
1. ↑  Rowland wurde um drei Startplätze nach hinten versetzt, da er beim Paris E-Prix eine Kollision mit Sims verursacht hatte.
2. ↑  Evans wurde um zehn Startplätze nach hinten versetzt, da er in der Superpole seine dritte Verwarnung in dieser Saison erhalten hatte.
3. ↑  Günther wurde um zehn Startplätze nach hinten versetzt, da er im freien Training seine dritte Verwarnung in dieser Saison erhalten hatte.
4. ↑  D’Ambrosio wurde um drei Startplätze nach hinten versetzt, da er beim Paris E-Prix eine Kollision mit Bird verursacht hatte.
5. ↑  Mortara wurde um drei Startplätze nach hinten versetzt, da er beim Paris E-Prix eine Kollision mit Lynn verursacht hatte.

### Rennen
| Pos. | Fahrer                 | Team                                     | Runden | Zeit      | Start | Schnellste Runde |
| ---- | ---------------------- | ---------------------------------------- | ------ | --------- | ----- | ---------------- |
| 01   | Jean-Éric Vergne       | DS Techeetah                             | 51     | 46:05:547 | 01    | 0:52,417 (46.)   |
| 02   | Oliver Rowland         | Nissan e.dams                            | 51     | + 0,201   | 03    | 0:52,690 (47.)   |
| 03   | Felipe Massa           | Venturi Formula E Team                   | 51     | + 1,261   | 04    | 0:52,396 (46.)   |
| 04   | Pascal Wehrlein        | Mahindra Racing                          | 51     | + 1,439   | 02    | 0:52,385 (46.)   |
| 05   | Sébastien Buemi        | Nissan e.dams                            | 51     | + 6,215   | 05    | 0:52,585 (43.)   |
| 06   | Mitch Evans            | Panasonic Jaguar Racing                  | 51     | + 16,213  | 12    | 0:52,429 (41.)   |
| 07   | André Lotterer         | DS Techeetah                             | 51     | + 16,848  | 20    | 0:52,527 (32.)   |
| 08   | Alex Lynn              | Panasonic Jaguar Racing                  | 51     | + 18,112  | 07    | 0:52,737 (43.)   |
| 09   | Stoffel Vandoorne      | HWA Racelab                              | 51     | + 18,551  | 10    | 0:52,710 (39.)   |
| 10   | José María López       | Geox Dragon                              | 51     | + 18,860  | 09    | 0:52,404 (23.)   |
| 11   | Jérôme D’Ambrosio      | Mahindra Racing                          | 51     | + 21,488  | 19    | 0:52,475 (35.)   |
| 12   | Gary Paffett           | HWA Racelab                              | 51     | + 21,853  | 17    | 0:52,434 (35.)   |
| 13   | Alexander Sims         | BMW i Andretti Motorsport                | 51     | + 26,934  | 06    | 0:52,527 (39.)   |
| 14   | Tom Dillmann           | NIO Formula E Team                       | 51     | + 31,861  | 18    | 0:52,698 (40.)   |
| 15   | Daniel Abt             | Audi Sport ABT Schaeffler Formula E Team | 51     | + 49,400  | 16    | 0:52,460 (31.)   |
| 16   | Sam Bird               | Envision Virgin Racing                   | 50     | DNF       | 14    | 0:52,779 (39.)   |
| 17   | Robin Frijns           | Envision Virgin Racing                   | 46     | DNF       | 11    | 0:52,501 (43.)   |
| –    | Oliver Turvey          | NIO Formula E Team                       | 32     | DNF       | 15    | 0:53,407 (23.)   |
| –    | Lucas di Grassi        | Audi Sport ABT Schaeffler Formula E Team | 31     | DNF       | 13    | 0:52,906 (26.)   |
| –    | Edoardo Mortara        | Venturi Formula E Team                   | 29     | DNF       | 21    | 0:52,791 (23.)   |
| –    | Maximilian Günther     | Geox Dragon                              | 29     | DNF       | 22    | 0:53,153 (23.)   |
| –    | António Félix da Costa | BMW i Andretti Motorsport                | 51     | DSQ       | 08    | 0:52,447 (38.)   |

Anmerkungen
1. ↑  Abt erhielt nachträglich eine Durchfahrtsstrafe, die in eine Zeitstrafe von 33 Sekunden umgewandelt wurde, da er eine Kollision mit Oliver Turvey verursacht hatte.
2. ↑  Félix da Costa wurde disqualifiziert, da er in den Runden 50 und 51 jeweils 228 kW statt der maximal erlaubten 200 kW Energie verbrauchte.

## Meisterschaftsstände nach dem Rennen
Die ersten Zehn des Rennens bekamen 25, 18, 15, 12, 10, 8, 6, 4, 2 bzw. 1 Punkt(e). Zusätzlich gab es drei Punkte für die Pole-Position und einen Punkt für den Fahrer unter den ersten Zehn, der die schnellste Rennrunde erzielte.

### Fahrerwertung
| Pos. | Fahrer                 | Team                                     | Punkte |
| ---- | ---------------------- | ---------------------------------------- | ------ |
| 01   | Jean-Éric Vergne       | DS Techeetah                             | 87     |
| 02   | André Lotterer         | DS Techeetah                             | 86     |
| 03   | Robin Frijns           | Envision Virgin Racing                   | 81     |
| 04   | António Félix da Costa | BMW i Andretti Motorsport                | 70     |
| 05   | Lucas di Grassi        | Audi Sport ABT Schaeffler Formula E Team | 70     |
| 06   | Mitch Evans            | Panasonic Jaguar Racing                  | 69     |
| 07   | Jérôme D’Ambrosio      | Mahindra Racing                          | 65     |
| 08   | Oliver Rowland         | Nissan e.dams                            | 59     |
| 09   | Daniel Abt             | Audi Sport ABT Schaeffler Formula E Team | 59     |
| 10   | Sam Bird               | Envision Virgin Racing                   | 54     |
| 11   | Edoardo Mortara        | Venturi Formula E Team                   | 52     |
| 12   | Pascal Wehrlein        | Mahindra Racing                          | 51     |
| 13   | Sébastien Buemi        | Nissan e.dams                            | 44     |

| Pos. | Fahrer             | Team                      | Punkte |
| ---- | ------------------ | ------------------------- | ------ |
| 14   | Felipe Massa       | Venturi Formula E Team    | 32     |
| 15   | Stoffel Vandoorne  | HWA Racelab               | 20     |
| 16   | Alexander Sims     | BMW i Andretti Motorsport | 18     |
| 17   | Maximilian Günther | Geox Dragon               | 10     |
| 18   | Gary Paffett       | HWA Racelab               | 8      |
| 19   | Oliver Turvey      | NIO Formula E Team        | 6      |
| 20   | Alex Lynn          | Panasonic Jaguar Racing   | 4      |
| 21   | José María López   | Geox Dragon               | 3      |
| 22   | Nelson Piquet jr.  | Panasonic Jaguar Racing   | 1      |
| 23   | Tom Dillmann       | NIO Formula E Team        | 0      |
| 24   | Felipe Nasr        | Geox Dragon               | 0      |
| –    | Felix Rosenqvist   | Mahindra Racing           | 0      |

### Teamwertung
| Pos. | Team                                     | Punkte |
| ---- | ---------------------------------------- | ------ |
| 01   | DS Techeetah                             | 173    |
| 02   | Envision Virgin Racing                   | 135    |
| 03   | Audi Sport ABT Schaeffler Formula E Team | 129    |
| 04   | Mahindra Racing                          | 116    |
| 05   | Nissan e.dams                            | 99     |
| 06   | BMW i Andretti Motorsport                | 88     |

| Pos. | Team                    | Punkte |
| ---- | ----------------------- | ------ |
| 07   | Venturi Formula E Team  | 84     |
| 08   | Panasonic Jaguar Racing | 74     |
| 09   | HWA Racelab             | 28     |
| 10   | Geox Dragon             | 13     |
| 11   | NIO Formula E Team      | 6      |